# 節慶多彩海麒麟
節慶多彩海麒麟（學名：Hypselodoris festiva），又名節慶多彩海蛞蝓或節慶高澤海麒麟 ，是色彩豐富的高澤海麒麟屬的小型海蛞蝓，屬於裸鰓目多彩海麒麟科的海洋腹足綱軟體動物，以海綿為食。

## 分佈
本物種分佈於香港、東中國海、南韓及日本的珊瑚礁海域
- 譚天錫; 白振宇; 夏國經. . 貝類學報 (中華民國貝類學會). 1987, 13: 71–90 （中文（繁體））.

、
- Template:Shelldoc 200015、
- Template:Shelldoc 200018、
- Template:Shelldoc 200019、
- Min, Duk-Ki. . 閔德基貝類研究所（Min Molluscan Research Institute）. 2004: 566 pp.  [2017-03-01]. ISBN 89-89334-12-8 （英语及韩语）.、
- 林光宇; 吳萍茹. . 1992 （中文（简体））.、
- Template:Shelldoc 4800026、
- Template:Shelldoc 420090224008、
- Template:Shelldoc 420090224011、
- Qi, Zhongyan; Lin, Guangyu. . Vol. 1. Seashells. 1992 （英语）.、
- 揭維邦; 詹景堯. . 國立海洋生物博物館. 2009: 309pp （中文（繁體））.

## 外部連結
- Slugsite （页面存档备份，存于）